# Ōtsuka Sae
Ōtsuka Sae (大塚 紗英 (Đại Trủng Sa Anh) Ōtsuka Sae, sinh ngày 10 tháng 10 năm 1995) là diễn viên lồng tiếng người Nhật. Cô chơi guitar cho Poppin'Party của thương hiệu BanG Dream!, bao gồm vào vai nhân vật Hanazono Tae.

## Sự nghiệp
Ōtsuka lớn lên chơi với piano đồ chơi mà mẹ cô mua cho cô, trong khi cô đã viết bài hát đầu tiên khi cô năm tuổi sau khi nghe một bài hát ru. Cô từng tham gia ban âm nhạc trường tiểu học của cô, bao gồm chơi nhạc trong lúc tập trung buổi sáng, và từng trong câu lạc bộ ban nhạc trường cấp hai chơi kèn trôm-bon. Đến tuổi 15, Ōtsuka bắt đầu biểu diễn trên đường phố với cây guitar acoustic, cô đã diễn bốn năm.
Tháng 12 năm 2014, Ōtsuka được tuyển dụng để tham gia thương hiệu âm nhạc của Bushiroad tên BanG Dream! trong vai người chơi guitar Hanazono Tae; vào lúc đó, cô không có kinh nghiệm lồng tiếng hay chơi guitar điện. Cô chính thức được giới thiệu vào ban nhạc Poppin'Party của thương hiệu trong buổi hòa nhạc trực tiếp thứ hai vào ngày 14 tháng 6 năm 2015. Nhiều khía cạnh của nhân vật Tae được lấy cảm hứng từ Ōtsuka, như là Tae biểu diễn đường phố trong anime mùa hai. Tình bạn của Tae với Wakana Rei của Raise A Suilen cũng dựa trên mối quan hệ của Ōtsuka với diễn viên lồng tiếng của Rei và đồng nghiệp tại Ace Crew Raychell. Ōtsuka đã diễn với RAS từ hồi ban nhạc còn là ban nhạc dự bị năm 2018 và là khách mời tại buổi hòa nhạc ra mắt của họ; cô cũng làm khách mời tại buổi diễn Heaven and Earth năm 2019 và nhạc kịch của ban nhạc vào năm 2020. Cuối năm 2021, Ōtsuka và thành viên trong Poppin'Party Aimi thực hiện một chuỗi buổi diễn guitar acoustic, gọi là Kasumi and Tae's Stay After School Tour, diễn tại các hội trường âm nhạc của Zepp ở Namba, Nagoya, và Yokohama.
Năm 2020, cô tham gia thương hiệu D4DJ của Bushiroad trong vai Tsukimiyama Nagisa, người chơi guitar của nhóm Rondo.
Với vai trò ca sĩ, bài hát đầu tiên của Ōtsuka "What's your Identity?" được dùng là bài hát mở đầu cho chương trình hoạt hình tiếng Trung Egg Car năm 2019. Avant-title, mini-album đầu tay của cô, được phát hành vào ngày 26 tháng 2 năm 2020.

## Đời tư
Ōtsuka có nhiều thú cưng như thỏ và chim, trong đó thỏ được đưa vào đặc điểm nhân vật của Tae.

## Danh sách phim

### Anime
| Năm  | Tên                                        | Vai                | Ghi chú       |
| ---- | ------------------------------------------ | ------------------ | ------------- |
| 2017 | BanG Dream!                                | Hanazono Tae       | [ 15 ]        |
| 2018 | BanG Dream! Girls Band Party! Pico         | Hanazono Tae       | [ 16 ]        |
| 2019 | BanG Dream! 2nd Season                     | Hanazono Tae       | [ 17 ]        |
| 2019 | BanG Dream! Film Live                      | Hanazono Tae       | Movie         |
| 2019 | Future Card Buddyfight Ace                 | Maria Itake        | [ 19 ]        |
| 2020 | BanG Dream! 3rd Season                     | Hanazono Tae       | [ 20 ]        |
| 2020 | BanG Dream! Girls Band Party! Pico: Ohmori | Hanazono Tae       | [ 21 ]        |
| 2020 | ReBirth for You                            | Torigoe Juri       | [ 19 ]        |
| 2020 | D4DJ First Mix                             | Tsukimiyama Nagisa |               |
| 2021 | BanG Dream! Episode of Roselia I: Promise  | Hanazono Tae       | Phim điện ảnh |
| 2021 | BanG Dream! Film Live 2nd Stage            | Hanazono Tae       | Phim điện ảnh |
| 2021 | BanG Dream! Girls Band Party! Pico Fever!  | Hanazono Tae       | [ 23 ]        |
| 2021 | Remake Our Life!                           | Hiyama Yurika      | [ 24 ]        |
| 2022 | BanG Dream! Poppin'Dream!                  | Hanazono Tae       | Phim điện ảnh |

### Trò chơi điện tử
| Năm      | Tên                           | Vai                | Ghi chú |
| -------- | ----------------------------- | ------------------ | ------- |
| 2017–nay | BanG Dream! Girls Band Party! | Hanazono Tae       |         |
| 2017     | Megami Meguri                 | Sotoorihime        | [ 19 ]  |
| 2020–nay | D4DJ Groovy Mix               | Tsukimiyama Nagisa |         |